# Pothyne biguttula
Pothyne biguttula är en skalbaggsart som beskrevs av Schwarzer 1929. Pothyne biguttula ingår i släktet Pothyne och familjen långhorningar.
Artens utbredningsområde är Filippinerna. Inga underarter finns listade i Catalogue of Life.